# الشرقي (وضرة)

تعديل مصدري - تعديل

الشرقي هي إحدى قرى عزلة القحطاني بمديرية وضرة التابعة لمحافظة حجة، بلغ تعداد سكانها 58 نسمة حسب تعداد اليمن لعام 2004.